# Pablo Milanés
Pablo Milanés Arias (Bayamo, 24 de fevereiro de 1943 – Madrid, 22 de novembro de 2022) foi um cantor e guitarrista cubano.

## Carreira
Começou a cantar em estações de rádio ainda quando era criança. Com seis anos passou a morar em Havana, onde continuou sua formação musical. No início da década de 1960, começou a compor a partir de múltiplas influências, tais como: a música tradicional cubana, a música norte-americana (principalmente o jazz) e a música brasileira. Participou de várias formações vocais, como o "Cuarteto del Rey", um grupo que adotava o estilo "negro spiritual", que interpretou suas primeiras canções em clubes de Havana.
Em 1965, compôs: "Mis veintidós años", que foi sua primeira composição com temática social.
Entre 1965 e o final de 1967, esteve detido em campos de trabalho forçado, dirigidos pelas Unidades Militares de Ajuda à Produção (Umap) na província de Camagüey, de onde fugiu e dirigiu-se para Havana, onde denunciou a injustiça que fora cometida, razão pela ficou preso durante dois meses na Fortaleza de La Cabaña.
No início da década de 1970, começou a participar do "Grupo de Experimentação Sonora" (GES), juntamente com importantes trovadores e músicos, dirigidos por Frederico Smith e Leo Brouwer.
Em 1974, gravou seu primeiro disco: "Versos Sencillos", no qual gravou versões musicalizadas por ele de poemas de José Martí.
Em 1975, gravou um disco com canções feitas a partir de 11 poemas de Nicolás Guillén.
Em 1976, gravou seu primeiro disco com composições próprias: "La vida no vale nada". Foi uma obra alinhada com os princípios da nova trova cubana e da Nueva Canción Latinoamericana, dentre as canções, merece destaque: "Yo pisaré las calles nuevamente", que clama pelo retorno da democracia ao Chile, após o Golpe Militar de 1973; e "Canción por la Unidad Latinoamericana".
No início da década de 1980, lançou discos como: "Yo me quedo", "El Guerrero", "Comienzo y final de una verde mañana" e "Querido Pablo" (1985), sendo que esse último disco contou com participações de Víctor Manuel, Chico Buarque, Mercedes Sosa e Luís Eduardo Aute.
Na década de 1990, lancou vários discos tais como:
- "Identidad" (1990);
- "Canto de la abuela" (1991);
- "Orígenes" (1995); e
- "Despertar" (1997).

Também nessa década, ajudou a criar uma fundação sem fins lucrativos para o desenvolvimento da cultura cubana, projeto que ajudou a dar visibilidade à obra de muitos artistas da Ilha. No final da década, foi gravado o disco: "Pablo Querido", que foi uma homenagem de outros artistas hispânicos e latino-americanos a Pablo Milanés, dentre eles: Joaquim Sabina, Fito Páez, Caetano Veloso, Milton Nascimento, "Los Van Van" e o grupo "Maná".
A partir de 2005, passou a atuar em parceria com músicos como: Chucho Valdés, Pancho Céspedes, Andy Montañez e José Maria Vitier.
Em 2006, venceu o Prêmio Grammy de melhor cantor pelo disco: "Como un campo de maíz".
Em 2014, fui submetido a uma cirurgia de transplante de rim doado por sua esposa.
Em 2015, recebeu um novo Prêmio Grammy pela "Excelência Musical"; e publicou seu 50º disco: "Renacimiento", no qual resgatou ritmos tradicionais de Cuba, como o guaguancó e o changüí, pouco habituais em seu repertório.
Em março de 2017, foi lançada a coleção: "Pablo Milanés Discografía", composta por 50 títulos numerados e ordenados cronologicamente, que incluem 53 discos de áudio e 5 DVDs, com mais de 600 canções e 7 horas de vídeo. Cada disco vem acompanhado das letras das canções. A coleção vem acompanhada de um guia com 88 páginas, que resume toda a produção discográfica do artista, com introdução escrita por Marta Valdés. Ainda que volumosa, essa coleção não inclui canções especialmente compostas para trilhas sonoras de filmes de cinema, para a televisão, e com o Grupo de Experimentação de Sonora.
Faleceu em Madrid, em 22 de novembro de 2022, em internamento hospitalar na sequência de doença hemato-oncológica.

## Críticas ao regime cubano
Em fevereiro de 2015, em entrevista concedida ao jornal El País (Espanha), defendeu um aprofundamento das reformas em Cuba. Por outro lado, declarou simpatia pelos ideais da Revolução Cubana e aos governos de: Rafael Correa (Equador), Evo Morales (Bolívia) e José Mujica (Uruguai).
Em outubro de 2015, em entrevista concedida a um canal de televisão da República Dominicana, fez críticas a falta de liberdades fundamentais em Cuba.

## Discografia
- 1973 - Versos sencillos de José Martí
- 1975 - Canta a Nicolás Guillén
- 1976 - La vida no vale nada
- 1977 - No me pidas
- 1979 - El guerrero
- 1979 - Aniversarios
- 1982 - Filin 1
- 1982 - Acto de fe
- 1983 - El pregón de las flores, com Lilia Vera
- 1983 - Años 1, com Luis Peña
- 1984 - Ao Vivo no Brasil
- 1985 - Linda y Leo
- 1985 - Comienzo y final de una verde mañana
- 1986 - Años 2, com Luis Peña, Cotán
- 1987 - Buenos días América
- 1987 - Trovadores, com Armando Garzón
- 1988 - Proposiciones
- 1989 - Filin 2
- 1989 - Filin 3
- 1990 - Identidad
- 1991 - Canto de la abuela
- 1991 - Filin 4
- 1991 - Filin 5
- 1992 - Años 3, com Luis Peña, Cotán, Compay Segundo
- 1993 - Querido Pablo
- 1994 - Canta boleros en Tropicana
- 1994 - Evolución
- 1994 - Igual que ayer, com Caco Senante
- 1994 - Orígenes
- 1994 - Plegaria
- 1995 - Si yo volviera a nacer, com María Felicia, José María Vitier
- 1995 - En blanco y negro, com Víctor Manuel
- 1997 - Despertar
- 1998 - Vengo naciendo
- 2000 - Días de gloria
- 2000 - Live from New York City
- 2002 - Pablo Querido
- 2005 - Como un campo de maíz
- 2005 - Líneas paralelas, com Andy Montáñez
- 2007 - Mas allá de todo, com Chucho Valdés)
- 2008 - Regalo
- 2008 - Feeling 6
- 2008 - Raul y Pablo, com Raúl Torres)
- 2010 - Palacio Municipal de Congresos de Madrid, com Chucho Valdés
- 2011 - Pablo y Lynn Milanés en concierto, com Lynn Milanés
- 2013 - Renacimiento
- 2015 - Canción de otoño, com José María Vitier
- 2015 - 50 de 22
- 2016 - Flores del futuro, com Miguel Núñez
- 2017 - Amor, com Haydée Milanés
- 2018 - Flor oculta de la Vieja Trova, com José María Vitier
- 2019 - Mi Habana
- 2019 - Amor, Edición Deluxe, com Haydée Milanés
- 2019 - Standards de Jazz